# Fouquescourt
Fouquescourt település Franciaországban, Somme megyében. Lakosainak száma 153 fő (2022. január 1.). Fouquescourt La Chavatte, Chilly, Fransart, Maucourt, Méharicourt, Parvillers-le-Quesnoy és Rouvroy-en-Santerre községekkel határos.

## Népesség
A település népességének változása:
| Lakosok száma | 174  | 171  | 168  | 158  | 156  | 154  | 152  | 153  | 153  |
|               | 2013 | 2015 | 2016 | 2017 | 2018 | 2019 | 2020 | 2021 | 2022 |